# HD 3167
HD 3167 är en ensam stjärna belägen i den mellersta delen av stjärnbilden Fiskarna. Den har en skenbar magnitud av ca 8,97 och kräver åtminstone en stark handkikare eller ett mindre teleskop för att kunna observeras. Baserat på parallax enligt Gaia Data Release 2 på ca 21,1 mas, beräknas den befinna sig på ett avstånd på ca 154 ljusår (ca 47 parsek) från solen. Den rör sig bort från solen med en heliocentrisk radialhastighet på ca 20 km/s. Den har en relativt stor egenrörelse och rör sig över himlavalvet med en vinkelhastighet av 0,204 bågsekunder per år. Sedan den först fotograferades under the Palomar observatory sky survey hade den rört sig över 12,5 bågsekunder fram till år 2017.

## Egenskaper
HD 3167 är en gul till vit stjärna i huvudserien av spektralklass K0 V och en kromosfäriskt inaktiv stjärna med ett överskott av andra element än väte och helium som är ungefär samma som i solen. Den har en massa som är ca 0,9 solmassor, en radie som är lika med ca 0,9 solradier och har ca 56 procent av solens utstrålning från dess fotosfär vid en effektiv temperatur av ca 5 300 K.

## Planetsystem
HD 3167 är värd för ett system med tre exoplaneter. År 2016 identifierades två transiterande exoplanetskandidater som kretsade kring stjärnan, betecknade HD 3167 b och HD 3167 c, vilket gör den till en av de närmaste och ljusaste kända sådana flerövergripande stjärnorna. Uppföljning av gjorda observationer av radialhastighet visade störande signaler utöver de två planeter som redan identifierats, vilket 2017 ledde till upptäckten av en tredje, icke-transiterande planet, betecknad HD 3167 d.
Den snävt kretsande planeten HD 3167 b har en massa av 5,02 gånger jordens massa och radien 1,70 gånger jordradien. Den kretsar kring HD 3167 med en omloppsperiod av 23,03 timmar, en banlutning av 83,4° och en antagen banexcentricitet av noll - en cirkulär bana. Halva storaxeln på dess bana är 0,01815 AE, eller bara fyra gånger stjärnans radie.
Den andra planeten, HD 3167 c, har en omloppsperiod på 29,8454 dygn och en excentricitet på mindre än 0,267. Den har massa av 9,80 jordmassor och en radie av 3,01 jordradier, vilket ger den en låg bulkdensitet på 1,97+0,94 −0,59 g/cm3. Detta tyder antingen på att den är en liten Neptunus med ett gasformigt hölje som huvudsakligen består av väte och helium, eller en planet bestående av mestadels vatten.
Omloppsbanan för HD 3167 d lutar minst 1,3° från omloppsplanet för de andra två exoplaneterna. Dess bana förväntas förbli stabil under perioder längre än 100 miljoner år endast om denna lutning är mindre än 40°. Det har en omloppsperiod på 8,509 ± 0,045 dygn, vilket placerar den mellan de andra två planeternas banor.